# SINACTRAHO
SINACTRAHO (acrònim de Sindicato Nacional de Trabajadores y Trabajadoras del Hogar) és una organització fundada l'any 2015 amb l'objectiu de defensar els drets dels treballadors i treballadores de la llar a Mèxic. L'organització està afiliada a la Unión Nacional de Trabajadores de México (UNT) i forma part de la Federació Internacional de Treballadors de la Llar (FITD).

## Fundació i objectius
L'assemblea constitutiva de SINACTRAHO es va celebrar l'agost de 2015 amb la participació de treballadors i treballadores de la llar dels estats de Pobla, Colima, Chiapas, Estat i de la Ciutat de Mèxic. És el primer sindicat legalment constituït a Mèxic que centra les seves activitats en el treball de la llar. Els seus objectius inclouen la defensa dels drets laborals, la no discriminació, l'erradicació de la violència laboral i de gènere i una major valoració econòmica i social del treball de la llar remunerada a Mèxic. SINACTRAHO està afilada a la Unión Nacional de Trabajadores de México (UNT), una de les majors federacions sindicals del país, i és una organització fundadora de la Federació Internacional de Treballadors de la Llar (FITD).
Entre les seves fundadores es troben l'activista social mexicana Marcelina Bautista, treballadora de la llar des que tenia 14 anys. L'organització va ser creada en estreta col·laboració amb el Centro de Apoyo y Capacitación para Empleadas del Hogar (CACEH), que des de l'any 2000 funciona com un espai d'ensenyament, aprenentatge i desenvolupament personal de les dones que es dediquen al treball de la llar remunerat.

## Activitats
Entre les principals reivindicacions que planteja l'organització es troben la incorporació de les treballadores de la llar al règim obligatori de la seguretat social, l'accés a guarderies, a la cobertura d'atenció de malalties cròniques i la ratificació per part de Mèxic del Conveni 189 de l'OIT sobre el treball decent per a les treballadores i els treballadors domèstics. Aquesta ratificació es va produir finalment l'any 2019.
Des de 2018, quan la Suprema Cort de Justícia de la Nació (SCJN) va fallar fer efectiu el dret de les treballadores de la llar a comptar amb seguretat social, SINACTRAHO assessora empleades d'aquest sector i a les persones que les contracten sobre aquest procediment.
En ocasió de l'èxit que va obtenir la pel·lícula Roma, SINACTRAHO va establir l'any 2019 una col·laboració amb el cineasta mexicà Alfonso Cuarón per reivindicar una millora en les condicions laborals de les treballadores de la llar. L'organització va organitzar projeccions de la pel·lícula i va estar present en la cerimònia dels premis Oscar.